# 君の忘れ方
『君の忘れ方』（きみのわすれかた）は、2025年1月17日に公開された日本映画。監督は作道雄、主演は本作が映画単独初主演となる坂東龍汰、ヒロイン役に西野七瀬。原案は一条真也の『愛する人を亡くした人へ』。
結婚間近の恋人・美紀を事故で亡くした構成作家の青年・昴が、悲嘆の状態にある人に寄り添う「グリーフケア」と出会って自らと向き合い、立ち直っていく姿が描かれる。

## キャスト

### 主要人物
森下昴〈27〉
演 - 坂東龍汰
放送作家。付き合って3年目の結婚間近の恋人・美紀を事故で亡くしてしまう。
柏原美紀
演 - 西野七瀬
昴の恋人。交通事故で亡くなってしまう。

### 周辺人物
森下洋子
演 - 南果歩
昴の母親。自身も不慮の事故で夫を亡くした過去を持ち、昴を優しく見守る。
柏原さおり
演 - 秋本奈緒美
美紀の母親。
吉田翠
演 - 円井わん
便利屋。昴の実家に居候している。
牧田兼
演 - 小久保寿人
翠の恋人。
池内武彦
演 - 岡田義徳
亡くした最愛の妻の姿が見え、話もできると言う。昴が出会い、強い影響を受ける。
牛丸清太郎
演 - 津田寛治
グリーフケア団体「つきあかりの会」のスタッフ。疲弊した昴に寄り添う。
澤田義男
演 - 風間杜夫
グリーフケアの考えを教えるカウンセラー。
木下
演 - 森優作
昴の担当編集。
その他
演 - 彩凪翔、ジャン・裕一、みつき愛、山本修夢、早咲、井上奈々、深川澄雄、伊藤修子、山﨑翠佳

## スタッフ
- 原案 - 一条真也『愛する人を亡くした人へ』（現代書林・PHP文庫）[2][6]
- 監督・脚本 - 作道雄[5]
- エンディング歌唱 - 坂本美雨[5]
- 製作総指揮 - 志賀司[5]
- プロデューサー - 益田祐美子、羽田文彦[5]
- 音楽 - 平井真美子、徳澤青弦[5]
- 共同脚本 - 伊藤基晴[5][7]
- キャスティング - 星久美子[5][7]
- ラインプロデューサー - 賀野薫[5][7]
- 撮影監督・編集 - 橋ヶ谷典生[5][7]
- 撮影 - 西岡徹[5][7]
- 照明 - 藤井光咲[5][7]
- 美術 - 安藤秀敏、菊地実幸[5][7]
- サウンドデザイナー - 吉方淳二[5][7]
- ヘアメイク - 菅原美和子[5][7]
- スタイリスト - キクチハナカ[5][7]
- 助監督 - 今井美奈子[5][7]
- 制作担当 - 井上純平[5][7]
- 共同プロデューサー - 戸山剛[5][7]
- 写真 - 松井綾音[7]
- アソシエイトプロデューサー - 石井将[7]
- 協力 - （一社）全日本冠婚葬祭互助協会、（一財）冠婚葬祭文化振興財団、飛騨市、高山市、京王電鉄[7]
- 配給 - ラビットハウス[5]
- 制作プロダクション - セレモニーエンタテイメント、マウンテンゲート[7]
- 製作幹事 - セレモニー、平成プロジェクト[7]
- 製作 -「君の忘れ方」製作委員会